# Chennevières-lès-Louvres
Chennevières-lès-Louvres är en kommun i departementet Val-d'Oise i regionen Île-de-France i norra Frankrike. Kommunen ligger i kantonen Gonesse som tillhör arrondissementet Sarcelles. År 2022 hade Chennevières-lès-Louvres 294 invånare.

## Befolkningsutveckling
Antalet invånare i kommunen Chennevières-lès-Louvres
| Referens: INSEE |